# فوردوچ (لوئیزیانا)
فوردوچ (به انگلیسی: Fordoche) شهری در ایالت لوئیزیانا کشور ایالات متحده آمریکا است که جمعیت آن در سرشماری سال ۲۰۱۰ میلادی، ۹۲۸ نفر بوده‌است.